# Niphecyra papyri
Niphecyra papyri là một loài bọ cánh cứng trong họ Cerambycidae.